# American Hockey League 1958-1959
La stagione 1958-1959 è stata la 23ª edizione della American Hockey League, la più importante lega minore nordamericana di hockey su ghiaccio. Si giocò la sesta edizione dell'AHL All-Star Game il 15 gennaio 1959 fra i campioni in carica degli Hershey Bears e la selezione degli AHL All-Stars, sfida conclusa con il successo dei Bears per 5-2. La stagione vide al via sei formazioni e al termine dei playoff gli Hershey Bears conquistarono la loro terza Calder Cup sconfiggendo i Buffalo Bisons 4-2.

## Modifiche
- Venne presentato l'Eddie Shore Award, premio per il miglior difensore della lega.

## Stagione regolare

### Classifica
|  | Pos. | Squadra             | Pt | G  | V  | S  | N | GF  | GS  | DR  |
|  | ---- | ------------------- | -- | -- | -- | -- | - | --- | --- | --- |
|  | 1.   | Buffalo Bisons      | 80 | 70 | 38 | 28 | 4 | 233 | 201 | +32 |
|  | 2.   | Cleveland Barons    | 77 | 70 | 37 | 30 | 3 | 261 | 252 | +9  |
|  | 3.   | Rochester Americans | 73 | 70 | 34 | 31 | 5 | 242 | 209 | +33 |
|  | 4.   | Hershey Bears       | 70 | 70 | 32 | 32 | 6 | 200 | 202 | -2  |
|  | 5.   | Springfield Indians | 62 | 70 | 30 | 38 | 2 | 253 | 282 | -29 |
|  | 6.   | Providence Reds     | 58 | 70 | 28 | 40 | 2 | 222 | 265 | -43 |

Legenda:

      Ammesse ai Playoff
Note:

Due punti a vittoria, un punto a pareggio, zero a sconfitta.

### Statistiche
Classifica marcatori
| Giocatore      | Squadra             | PG | Gol | Assist | Punti |
| -------------- | ------------------- | -- | --- | ------ | ----- |
| Bill Hicke     | Rochester Americans | 69 | 41  | 56     | 97    |
| Ken Schinkel   | Springfield Indians | 70 | 43  | 42     | 85    |
| Rudy Migay     | Rochester Americans | 51 | 24  | 58     | 82    |
| Harry Pidhirny | Springfield Indians | 70 | 21  | 60     | 81    |
| Gary Aldcorn   | Rochester Americans | 66 | 37  | 42     | 79    |
| Eddie Mazur    | Cleveland Barons    | 70 | 34  | 44     | 78    |
| Art Stratton   | Cleveland Barons    | 62 | 29  | 47     | 76    |
| Bill Sweeney   | Buffalo Bisons      | 70 | 31  | 44     | 75    |
| Billy Dea      | Buffalo Bisons      | 70 | 25  | 45     | 70    |
| Bob Bailey     | Cleveland Barons    | 64 | 28  | 41     | 69    |
|                |                     |    |     |        |       |

Classifica portieri
| Giocatore      | Squadra             | PG | MGS  |  |
| -------------- | ------------------- | -- | ---- |  |
| Bob Perreault  | Hershey Bears       | 50 | 2.68 |  |
| Marcel Paille  | Buffalo Bisons      | 70 | 2.79 |  |
| Gerry McNeil   | Rochester Americans | 66 | 2.88 |  |
| Gerry McNamara | Cleveland Barons    | 49 | 3.16 |  |
| Hank Bassen    | Springfield Indians | 29 | 3.52 |  |
|                |                     |    |      |  |

## Playoff
|  | Semifinali | Semifinali          | Semifinali |               |   | Calder Cup     | Calder Cup | Calder Cup |  |
|  |            |                     |            |               |   |                |            |            |  |
|  | 1          | Buffalo Bisons      | 4          |               |   |                |            |            |  |
|  | 1          | Buffalo Bisons      | 4          |               |   |                |            |            |  |
|  | 3          | Rochester Americans | 1          |               |   |                |            |            |  |
|  | 3          | Rochester Americans | 1          |               | 1 | Buffalo Bisons | 2          |            |  |
|  |            |                     |            |               | 1 | Buffalo Bisons | 2          |            |  |
|  |            |                     | 4          | Hershey Bears | 4 |                |            |            |  |
|  | 2          | Cleveland Barons    | 4          | Hershey Bears | 4 | 3              |            |            |  |
|  | 2          | Cleveland Barons    |            |               |   |                |            |            |  |
|  | 4          | Hershey Bears       | 4          |               |   |                |            |            |  |

## Premi AHL
- Calder Cup: Hershey Bears
- F. G. "Teddy" Oke Trophy: Buffalo Bisons
- Dudley "Red" Garrett Memorial Award: Bill Hicke (Rochester Americans)
- Eddie Shore Award: Steve Kraftcheck (Rochester Americans)
- Harry "Hap" Holmes Memorial Award: Bob Perreault (Hershey Bears)
- John B. Sollenberger Trophy: Bill Hicke (Rochester Americans)
- Les Cunningham Award: Rudy Migay e Bill Hicke (Rochester Americans)

### Vincitori
| Hershey Bears | Portiere: Bob Perreault Difensori: Bud MacPherson, Frank Mathers, Ellard O'Brien, Jack Price, Gordon Strate, Howie Yanosik, Larry Zeidel Attaccanti: Les Duff, Dunc Fisher, Jacques Gagnon, Len Haley, Arnie Kullman, Hec Lalande, Willie Marshall, Tom McCarthy, Mike Nykoluk, Bob Solinger, Ed Stankiewicz, Lorne Davis Allenatore: Frank Mathers |

### AHL All-Star Team
First All-Star Team
- Attaccanti: Gary Aldcorn • Rudy Migay • Bill Hicke
- Difensori: Steve Kraftcheck • Ivan Irwin
- Portiere: Marcel Paille

Second All-Star Team
- Attaccanti: Ed Mazur • Harry Pidhirny • Ken Schinkel
- Difensori: Larry Zeidel • Frank Martin
- Portiere: Bob Perreault